# Манта (Молдова)
Манта (рум. Manta) — село в Кагульском районе Молдавии. Является административным центром коммуны Манта, включающей также село Пашканы.

## География
Село расположено на высоте 4 метров над уровнем моря.

## Население
По данным переписи населения 2004 года, в селе Манта проживает 2917 человек (1463 мужчины, 1454 женщины).
Этнический состав села:
| Национальность | Число жителей | Процентный состав |
| -------------- | ------------- | ----------------- |
| молдаване      | 2842          | 97.43             |
| румыны         | 21            | 0.72              |
| русские        | 16            | 0.55              |
| болгары        | 15            | 0.51              |
| украинцы       | 11            | 0.38              |
| гагаузы        | 8             | 0.27              |
| прочие         | 4             | 0.14              |
| Всего          | 2917          | 100%              |